# Australia en los Juegos Olímpicos de Oslo 1952
Australia estuvo representada en los Juegos Olímpicos de Oslo 1952 por nueve deportistas, siete hombres y dos mujeres, que compitieron en cuatro deportes.
El equipo olímpico australiano no obtuvo ninguna medalla en estos Juegos.